# ناماور سوم
استندار ناماور سوم معروف به ملک شاه غازی بیست و هفتمین فرمانروای دودمان پادوسپانیان بود که میان سال‌های ۶۷۱ تا ۷۰۱ هجری در رویان حکومت داشت. ناماور مطیع حکومت ایلخانان بود و پیوسته به دربار آنان آمد و شد داشت و همچنین با باوندیان رابطهٔ خوبی داشت. ناماور تنها در آمل هفتاد مدرسه ساخت که علویان در آن تدریس داشتند و هر ساله بودجه‌ای به آن‌ها تخصیص داده می‌شد. رویداد قابل توجهی در دوران استنداری ملک شاه غازی رخ نداد و او در ۷۰۱ هجری درگذشت.